# Claire de Castelbajac

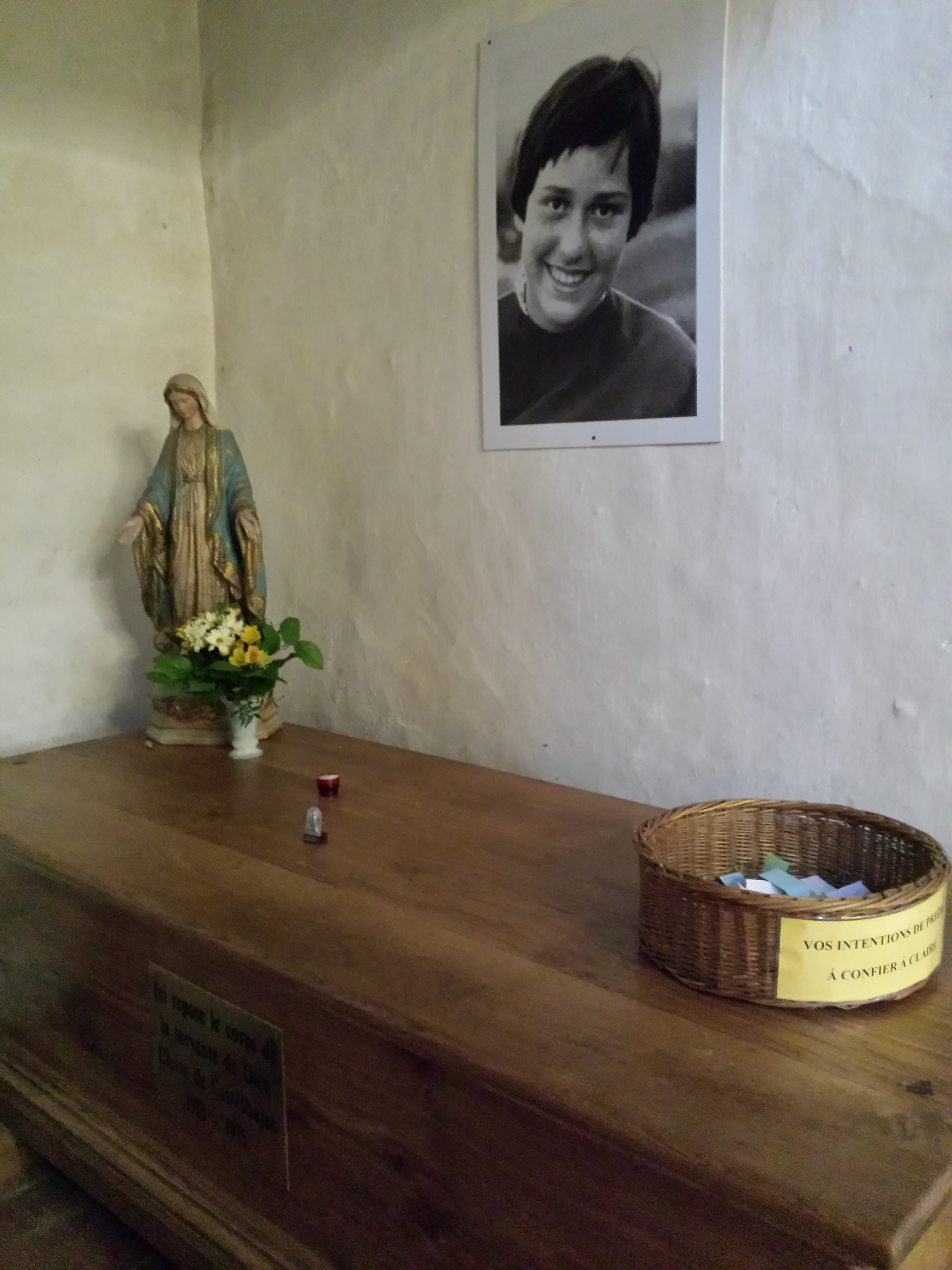
Claire de Castelbajac

Claire de Castelbajac (* 26. Oktober 1953 in Paris; † 22. Januar 1975 in Lauret, Frankreich) war eine französische römisch-katholische Restauratorin, für die seit 1990 ein Seligsprechungsprozess betrieben wird.

## Leben
Claire de Castelbajac wurde als letztes Kind einer fünfköpfigen katholischen Familie in Paris geboren. 1959 gab die Familie den Hauptwohnsitz im marokkanischen Rabat auf und kehrte zu ihrem angestammten französischen Familiensitz nach Lauret in Nouvelle-Aquitaine zurück. In der Zwischenzeit hatte Marokko die vollständige Unabhängigkeit von Frankreich und Spanien erlangt. Der Umzug war auch der geschwächten Gesundheit von Claire geschuldet, die seit dem fünften Lebensjahr an  Toxikose sowie Diphtherie litt; die Eltern erhofften sich eine bessere medizinische Betreuung in Frankreich. 
Bei der Erstkommunion im Juni 1959 zeigte Claire erste Anzeichen einer tiefen Religiosität. Ab 1964 besuchte sie das Internat der Ordensschwestern von Sacré-Coeur in Toulouse. Während dieser Schuljahre vertiefte Claire ihr spirituelles Leben. Von den Unruhen im Mai 1968 erschüttert, motivierte Claire ihre Klassenkameradinnen, allen Bischöfen Frankreichs einen Brief zu schreiben, um sie zur vermehrten Verkündigung der „drei Geheimnisse“ der Marienerscheinungen von Fátima aufzufordern. Durch religiöse Werke, das tägliche Rosenkranzgebet, die Weihe an das Unbeflecktes Herz Mariä sowie die Sühnekommunion hoffte Claire, die soziale, politische und religiöse Stabilisierung ihrer Heimat zu erlangen. Ihre angeschlagene Gesundheit zwang sie jedoch, das Ordensinternat zu verlassen, in Lauret die Ausbildung fortzusetzen und sich schließlich um ihre schwer erkrankte Mutter zu kümmern; diese verbrachte mehr als ein Jahr in einer Klinik. Im August 1971 musste sich Castelbajac aufgrund eines fünfmonatigen Ischiasleidens einer nur teilweise erfolgreichen Operation an der Wirbelsäule unterziehen.
Nachdem sie im Sommer 1971 ihr Abitur ablegt hatte, entschied sie sich, eine Ausbildung zur Restaurateurin für Gemälde und Fresken zu beginnen. Mit ihrer erfolgreichen Aufnahmeprüfung am Istituto Superiore per la Conservazione ed il Restauro in Rom qualifizierte sie sich für einen der drei Studienplätze, die an Nicht-Italiener vergeben wurden. Den Kontrast zwischen ihrem Heimatdorf Lauret, das 1971 knapp 80 Einwohner zählte, und der italienischen Metropole beschrieb Castelbajac in mehreren Briefen an ihre Eltern. Sie erwähnte dabei ein inneres Ringen zwischen katholischer Moral, vorgelebtem Hedonismus und der aufkeimenden Frauenemanzipation. Sie fasste den Entschluss, bis zur Ehe keine sexuellen Erfahrungen zu sammeln. Ihre Ausbildung verlief nicht gut: Mitte März 1973 stand Castelbajac kurz davor, ihren Studienplatz wegen schlechter Noten zu verlieren.
Nach den Sommerferien in Lauret sowie einer Wallfahrt nach Lourdes kehrte sie im Oktober 1973 mit neuer Selbsterkenntnis und dem Vorsatz einer vollständigen Verfügbarkeit für Gott nach Rom zurück. 1974 pilgerte sie mit Gleichaltrigen unter der Leitung eines Dominikaners drei Wochen durch das Heilige Land. Dabei vertiefte Castelbajac ihre religiöse Umkehr, die sich vor allem in der Sehnsucht nach innerer Reinheit und geistiger Armut ausdrückte. Unmittelbar nach der Rückkehr aus Israel wurde Castelbajac nach Assisi entsandt, um an den Restaurierungsarbeiten der Fresken von Simone Martini in der Basilika San Francesco mitzuwirken. In Assisi fand Castelbajac Aufnahme im Kloster der Benediktinerinnen, wo sie, bewegt von den Eindrücken des monastischen Alltags nach der Benediktsregel, den Entschluss fasste, ein klösterliches Leben führen zu wollen.
Die Weihnachtsferien 1974 verbrachte Castelbajac bei ihren Eltern und Verwandten in Lauret, unterbrochen von einer Pilgerreise nach Lourdes am 30. Dezember 1974. Wenige Tage danach, am 4. Januar 1975, machten sich bei Castelbajac Anzeichen einer viralen Meningitis bemerkbar. Am 17. Januar empfing sie, bereits ohne Bewusstsein, die Krankensalbung; ab 20. Januar wurde das Koma immer ausgeprägter. Castelbajac starb am 22. Januar 1975. 2004 folgte die Umbettung ihrer sterblichen Überreste ins Kloster der Zisterzienserinnen von Boulaur.

## Seligsprechungsprozess
Im Jahr 1990 begann der Seligsprechungsprozess für Claire de Castelbajac. Die diözesanen Untersuchungen wurden am 11. April 1999 initiiert und am 16. Februar 2008 abgeschlossen. Castelbajac wurde der sogenannte heroische Tugendgrad zugesprochen, eine Vorstufe zur Seligsprechung. 
Aktueller Postulator ist der Prämonstratenser Bernard Ardura.